# Școala pitagoreică
Școala pitagoreică a fost o școală filosofică fondată de Pitagora în secolul VI î.Hr.

## Școala
Pitagorismul, urmărind dezrobirea sufletului din carcera trupului, prin viață cumpătată în slujba binelui și a dreptății, a recunoscut că mijlocul de a ne ridica peste micimile vieții este cunoașterea adevărată a lumii. Fiindcă pitagoreicii prețuiau muzica și armonia ei, ca mijloace de înălțare sufletească, au efectuat cele dintâi cercetări științifice asupra muzicii.
La intrarea în școală, discipolului i se prescria un anumit timp de tăcere. Fiecare avea timpul său, stabilit în funcție de capacitatea sa presupusă. Discipolul tăcea și asculta ce spuneau alții timp de cel puțin doi ani. Cei care se găseau pe acest parcurs de tăcere și ascultau se numeau akustikoi (auditori). Cei ce aveau voie să vorbească, să întrebe și să-și spună părerile, după ce învățaseră lucrurile cele mai grele – tăcerea și ascultarea – se numeau matematici (mathematikoi), căci vechii greci înțelegeau prin matematici geometria, muzica și celelalte discipline superioare. Apoi, cei care treceau mai departe la cercetarea Universului și a principiilor naturii se numeau fizicieni (physikoi ).1
Contrar aparențelor, nu este vorba de un ritual inițiatic. Pitagoricii supuneau pe neofiți la o tăcere care însemna o acțiune preparatorie în vederea însușirii științelor. Tăcând și ascultând, discipolii „începeau să devină erudiți” în ceea ce se numea „ekhemythia”, adică „păstrarea cuvântului” (N. Nasta, Note la Pytagoras).
Încă din antichitate, s-a făcut o distincție între pitagoricieni, care erau discipolii direcți ai lui Pitagora, pitagorei, elevi sau urmași ai acelora și pitagoriști, cei care trăiesc după principiile școlii, dar din afară.
Această școală dispare prin secolul IV î.Hr., dar continuă să existe latent până către finalul lumii antice, după ce reapare prin 100 î.Hr., dând naștere neopitagorismului. Dintre toate filosofiile de dinainte de Socrate, numai școala pitagoreică izbutește să supraviețuiască mai multă vreme.

#### Numărul
Este destul de greu de a spune clar care anume idei filosofice aparțin lui Pitagora și care anume aparțin elevilor săi. Se poate spune însă că ideea fundamentală a pitagorismului a pornit de la întemeiatorul școlii: principiul și substratul lucrurilor sensibile este numărul (arithmos), care exprimă armonia și raporturile statornice ale acestor lucruri. În locul determinărilor calitative (apă, aer) ale concepției de dinainte sau din vremea pitagoreicilor există acum determinări cantitative, măsurabile.
Numărul este esența lucrurilor, este forma și legea lumii sensibile, este principiul lumii, ca apa lui Thales, ca apeironul lui Anaximandru, ca aerul lui Anaximene ori ca focul Heraclitic.
Pentru pitagoricieni totul era întruchiparea numerelor, inclusiv ceea ce noi numim noțiuni abstracte precum dreptatea, combinația, momentul oportun.
Aristotel referindu-se la această metodă în Metafizica, face o remarcă critică: "dacă totul trebuie să participe la număr, se va întâmpla ca multe lucruri să fie identice". Tot Aristotel se întreabă cum pot numerele să fie la cauzele lucrurilor și evenimentelor din univers și în același timp constituienți ai cosmosului material.

#### Contrarii
Pitagoreicii și pitagoreii mai adăugau la contrariile originare, unitate-pluralitate, par-impar, limitat-ilimitat, alte șapte perechi până la împlinirea cifrei zece: dreapta-stânga, masculin-feminin, repaus-mișcare, dreaptă-curbă, lumină-întuneric, bine-rău, pătrat-oblong.
Această listă a opozițiilor are numeroase imperfecțiuni 2.

#### Decada
În general, pitagoreicii considerau decada sacră, considerau că numărul 10 "este perfect și cuprinde în sine întreaga natură a numărului (10 copruri cerești, 10 perechi de contrarii). Astfel, pitagoricii reprezentau grafic numărul 10 sub forma tetraktys -ului, care a devenit simbolul lor sacru; dispuneau primele patru numere în felul următor:
```
     *                un triunghi cu laturile alcătuite din patru elemente.
    * *               Prin însumare, din orice vârf al triunghiului am porni,
   * * *              obținem cifra 10 (1+2+3+4)
  * * * *
```

## Astronomia pitagoreică
Pentru a explica structura și ordinea universului, pitagoreicii pornesc de la cifra desăvârșită 10, baza sistemului zecimal, potrivit căreia ei caută să descopere cele 10 sfere cerești, purtătoare de astre. În felul acesta, ajung la o originală, dar abstactă construcție astronomică, în mijlocul căreia se află focul central, nu Pământul, iar în jurul acestuia se învârtesc 10 sfere, purtând 10 corpuri cerești - Pământul, Luna, Soarele, cele 5 planete (Mercur, Venus, Marte, Jupiter, Saturn), apoi sfera stelelor fixe.
Mai trebuia o planetă, cerută de cifra magică 10, și fiindcă n-au putut s-o descopere, o inventează și o numesc "contra-Pământ" (antichthon), planetă invizibilă, opusă Pământului, dincolo de focul central. Noutatea acestei teorii era că centrul lumii nu mai era privit Pământul (geocentrism), cu un alt astru, pe care un peripatetic de mai târziu, Aristarh din Samos, îl socotește Soarele (Helios), și astfel se apropie de concepția heliocentrică, ce se impune la începutul istoriei moderne prin Copernic.

## Pitagoreici
- Hippasos
- Philolaos
- Archytas
- Alcmeon din Crotone